# Saghmosavan
Saghmosavan (en armenio: Սաղմոսավան, también romanizada como Sagmosavan) es una comunidad rural de la provincia de Aragatsotn en Armenia.
En 2009 tiene 205 habitantes.
En este pueblo se encuentra el Monasterio de Saghmosavank ("Monasterio de los Salmos") con la iglesia de Sion, construida en 1215 por el príncipe Vache Vachutyan.
Se ubica unos 10 km al norte de la capital provincial Ashtarak.